# Frank Loesser
Frank Henry Loesser (New York, 29 giugno 1910 – New York, 28 luglio 1969) è stato un compositore e librettista statunitense.

## Carriera
Nato a New York nel 1910, è fratellastro di Arthur Loesser, pianista e insegnante.
Nel 1930 si è avviato nell'attività di autore, collaborando negli anni seguenti con Irving Actman. Nel 1936 ha firmato un contratto per la Universal Pictures e ha scritto diverse canzoni per musical cinematografici. Nel corso dei successi trent'anni scrive le colonne sonore di oltre sessanta film , tra cui "Il Favoloso Andersen" del 1952 con Danny Kaye  con le canzoni "Wonderful Copenhagen" e Thumbelina" e " Guys and Dolls" (Bulli e Pupe) del 1955 con Marlon Brando, Frank Sinatra e Jean Simmons in cui emergono le canzoni " A Woman in Love", "Luck be a Lady" e "I've Never been in Love Before" .  
Dopo la seconda guerra mondiale si è spostato da Hollywood nuovamente a New York per scrivere la produzione Dov'è Charley, musical che ha debuttato nel 1948. La hit Guys and Dolls ha avuto un grande successo. 
Ha lavorato a Broadway negli anni cinquanta e sessanta. Un altro successo è rappresentato dal musical "How to Succeed in Business Without Really Trying"  Come far carriera senza lavorare (1961), interpretato da Robert Morse e Rudy Vallée a Broadway dal 14 ottobre 1961 al 6 marzo 1965 con 1417 rappresentazioni, che si aggiudicò sette Tony Awards e nel 1962 il premio Pulitzer per il teatro .
Ha ricevuto cinque volte la nomination all'Oscar alla migliore canzone, vincendo nel 1950 con Baby, It's Cold Outside (dal film La figlia di Nettuno , interpretato da Ester Williams, Red Skelton e Ricardo Montalban).
Nel corso della sua carriera ha collaborato con Burton Lane, Hoagy Carmichael, Jimmy McHugh e altri. 
È morto a soli 59 anni all'ospedale Mount Sinai di New York per un cancro polmonare. È inserito nella Songwriters Hall of Fame.